# 津久毛橋城
津久毛橋城（つくもはしじょう）または津久裳橋城は、宮城県栗原市（陸奥国栗原郡）金成津久毛にあった南北朝時代の日本の城。1341年（北朝:暦応4年/南朝:興国2年）に南朝方の北畠顕信が築いた。

## 概要
中世までの津久毛橋は、陸奥国を南北に通じる街道が三迫川をわたる交通の要地であった。
津久毛橋城は、南北朝時代の暦応4年（北朝）/興国2年（南朝）9月（1341年）に南朝の北畠顕信が築き、南への進出のための拠点としたものである。
当城は、三迫川沿いの平地北端に位置する丘陵上にあり、『鬼柳文書』（『南北朝遺文-東北編-』所収638号）によると他の4ヵ所の城（館）と共に築かれたという。北朝からは石塔義房が迎撃に出て、翌年の康永元年（北朝）/興国3年（南朝）の戦い（1342年）で顕信を退けた。